# Sociedades Reunidas de Fabricações Metálicas
A empresa Sociedades Reunidas de Fabricações Metálicas, S. A. R. L., mais conhecida pelo acrónimo SOREFAME, foi uma sociedade anónima de responsabilidade limitada portuguesa, especializada na construção de componentes eléctricos e mecânicos pesados. Foi fundada em 1943 por Ângelo Fortes para fabricar equipamentos hidromecânicos, tendo-se afirmado, a partir da década de 1950, como um importante construtor de material circulante ferroviário, em parceria com várias empresas internacionais. Começou a declinar após a Revolução de 25 de Abril de 1974, embora tenha retomado algum ritmo na década de 1990, acabando por ser totalmente extinta em 2001, quando passou para a Bombardier Transportation.

Engenheiro Ferreira Dias.

## História

### Formação
A SOREFAME foi fundada em 1943, pelo engenheiro Ângelo Fortes, através da aglomeração de várias pequenas empresas do ramo metalomecânico, que operavam na Porcalhota, tendo sido constituída no âmbito do plano estratégico de industrialização para Portugal do Subsecretário de Estado do Comércio e Indústria, Ferreira Dias. O capital maioritário estava na posse pela firma francesa Neyrpic. A SOREFAME dedicou-se inicialmente ao fabrico de equipamentos hidromecânicos, cuja procura era bastante elevada devido ao programa de construção de barragens hidroeléctricas em Portugal.
A Neyrpic também fornecia valências técnicas, tendo-se verificado com frequência a deslocação de funcionários franceses à Amadora, enquanto que engenheiros e técnicos portugueses ingressavam em estágios na cidade de Grenoble.

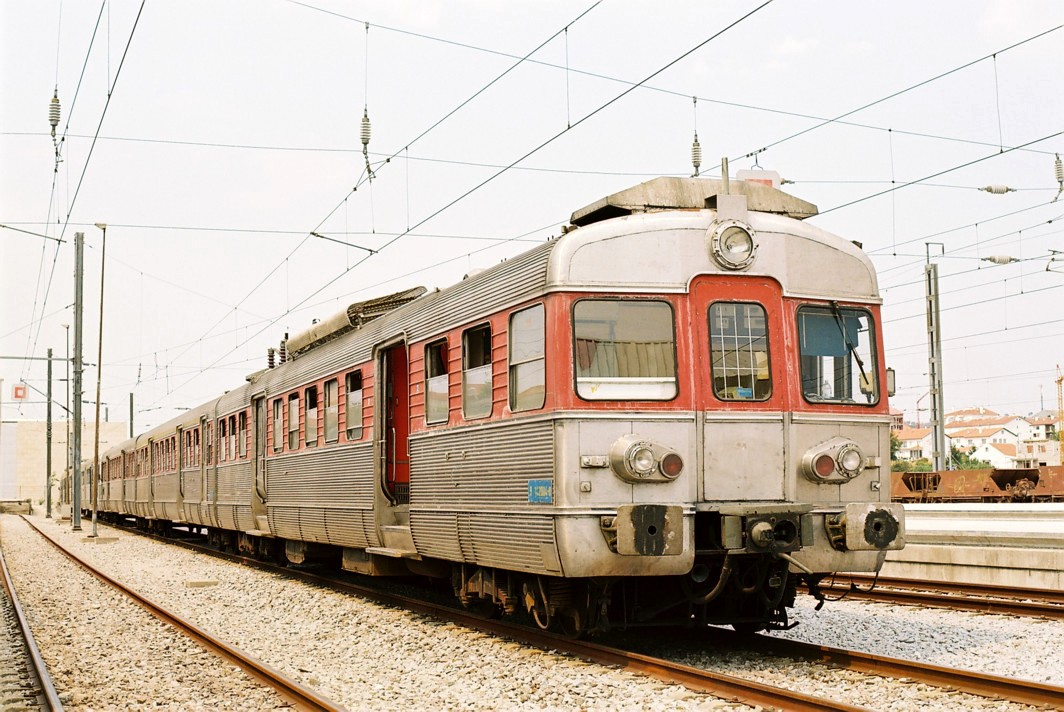
Automotora 2004 na estação da Guarda, em 2003.

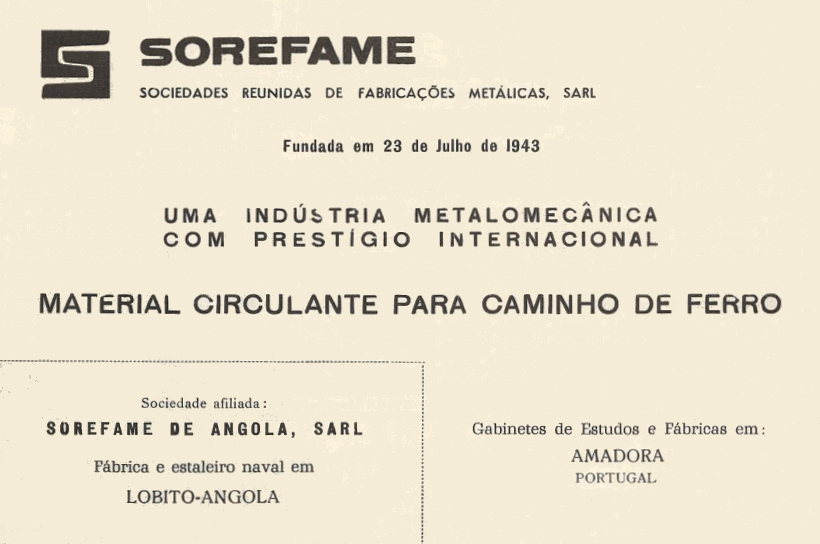
Publicidade da SOREFAME, publicada na Gazeta dos Caminhos de Ferro em 1966.

### Início da produção de material circulante
Nos princípios da década de 1950, a Companhia dos Caminhos de Ferro Portugueses entrou num profundo processo de modernização, no qual se encontrava planeada a electrificação de todas as linhas urbanas de Lisboa. No caso da Linha de Sintra, esta operadora afirmou a sua intenção em continuar a utilizar veículos com caixas metálicas, pelo que a SOREFAME associou-se à empresa americana Budd Company, que possuía a patente para a construção de material circulante em aço inoxidável canelado, tendo recebido uma licença de fabrico e os conhecimentos técnicos necessários. Concedeu igualmente uma participação simbólica à Budd Company. Um grupo de engenheiros da SOREFAME estagiaram na fábrica da Budd, em Red Lion, nos Estados Unidos da América, enquanto que posteriormente foram realizadas várias deslocações periódicas de engenheiros americanos ao complexo na Amadora. Nestas instalações, foi construída uma fábrica destinada a fabricar material circulante com caixa metálica, tendo fabricado três composições deste tipo, em Unidade Tripla Eléctrica, para a Linha de Sintra. Estes foram os primeiros veículos ferroviários produzidos por esta empresa.
Para o fornecimento do novo material circulante a utilizar na Linha de Sintra após a electrificação, foi formado um consórcio, denominado de Groupement d’Étude et d’Électrification de Chemin de Fer en Monophasé 50 Hz, e constituído pela SOREFAME, e pelas empresas AEG, Siemens-Schuckert, Alsthom, Brown Boveri Company, Jeumont, Schneider-Westinghouse, Oerlikon, e Schindler. Este agrupamento obteve o monopólio do fornecimento de veículos ferroviários a tracção eléctrica para a Companhia dos Caminhos de Ferro Portugueses, sendo a montagem realizada nas instalações da Amadora. Por este motivo, o complexo foi por diversas vezes visitado por técnicos estrangeiros, das outras empresas, que elaboravam os ensaios necessários. No entanto, a SOREFAME foi-se tornando gradualmente mais independente em relação às outras empresas, sendo capaz de realizar sem apoio a montagem, a partir dos desenhos fornecidos. Antes da transição para a década de 1960, já tinha instalado um banco de ensaios, onde estudava os efeitos da compressão nas caixas metálicas, de forma a melhor compreender a sua vida útil. Estes veículos, da Série 2000, foram fabricados em 1957, tendo sido as primeiras unidades triplas eléctricas a circular em Portugal.
Quando a empresa gestora do Metropolitano de Lisboa quis dar continuidade ao uso de carruagens na sua frota, inicialmente adquiridas à casa alemã Linke-Hofmann-Busch, encomendou várias unidades deste tipo à SOREFAME. Estas foram as primeiras caixas de aço de carbono-18 fabricadas por esta empresa, com licença do fabricante original. Posteriormente, o Metropolitano optou pelo aço inox para o seu material circulante, tendo ambos os materiais, principalmente o aço carbono, sido posteriormente utilizados no fabrico de locomotivas.
Entre 1961 e 1964, entraram ao serviço as locomotivas da Série 1200, fabricadas pela SOREFAME em duas fases. Esta empresa construiu a sua primeira locomotiva a tracção eléctrica em 1962, e desde então até finais do século XX, assumiu-se como o maior fornecedor de material ferroviário para a operadora portuguesa, tendo construído, sob várias licenças, a maior parte da sua frota. Entre o material produzido para a C. P., contam-se as automotoras eléctricas das Séries 2050 e 2080, fabricadas entre 1962 a 1963, as vinte locomotivas da Série 2550 entre 1963 e 1964, que foram as primeiras no mundo a ter uma caixa construída integralmente em aço inoxidável, as dezanove automotoras da Série 0400 entre 1964 e 1966, as locotractoras da Série 1150 entre 1966 e 1967, várias carruagens bar para a CP, entre 1967 e 1968, parte da encomenda das locomotivas da Série 1400 entre 1967 e 1969, e o fabrico das partes mecânicas para 24 automotoras triplas eléctricas, encomendadas em 1968. Internacionalmente, destaca-se a encomenda de cerca de 200 caixas para o material circulante do Metropolitano de Chicago, encomendadas pela Boeing em 1974.

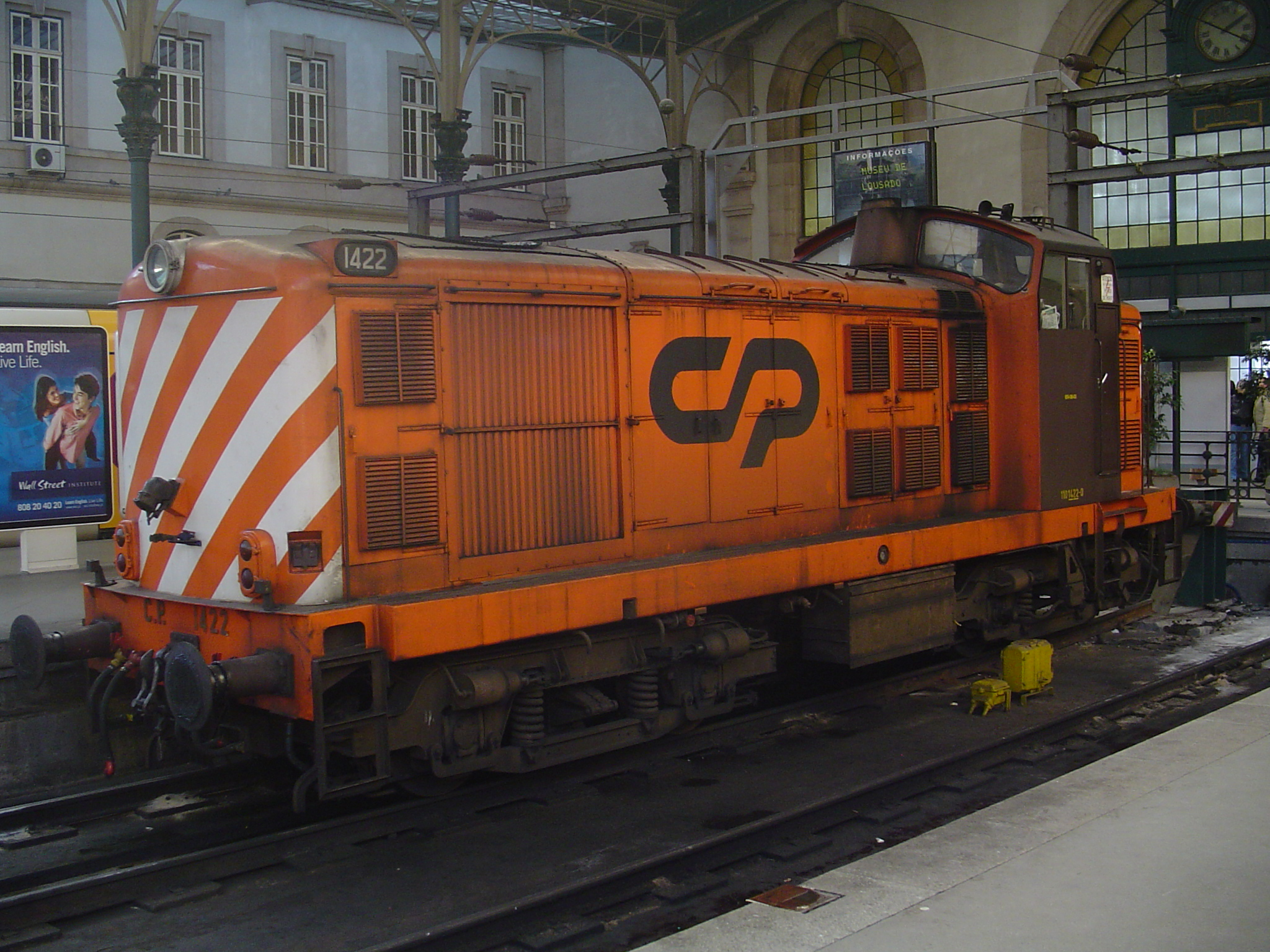
Locomotiva da Série 1400 em Porto - São Bento.

### Auge da produção
Em 26 de Novembro de 1971, a CP contratou a produção de 110 carruagens de aço inoxidável de segunda classe à Sorefame, sendo trinta de compartimentos e oitenta de salão; esta encomenda, englobada no programa de investimentos prioritários do III Plano de Fomento, totalizou 413.820.000 escudos, tendo sido, até à data, a mais vultosa feita à indústria nacional, em termos de material rebocado. Previa-se, no contrato, que as primeiras carruagens seriam entregues em Março de 1973, sendo produzidas quatro por mês. Estas carruagens foram construídas com autorização da Budd, nas instalações da Amadora, nas décadas de 1970 e 1980.
Durante a década de 1970, a empresa apresentava-se tecnologicamente muito avançada, dispondo de moderno centro informático de cálculo, um vasto gabinete de estudos e projectos de engenharia, laboratórios de investigação, simulação em modelo, certificação de processos e pessoal. Em 1974, recebe uma encomenda da Alsthom para o fabrico de mais de trinta locomotivas de 2800 CV para a Rodésia, tendo a SOREFAME produzido as caixas para as locomotivas, e realizado a sua montagem com os motores e restantes equipamentos enviados pela Alsthom. Este processo veio trazer valências adicionais a esta empresa, por ter sido a responsável pela montagem das locomotivas. A crise energética, sentida nesta década, veio trazer uma maior prioridade, por parte dos governos, aos transportes públicos, em detrimento dos transportes individuais; assim, os Ministérios das Comunicações e da Indústria fizeram, em 1973, um contrato com a SOREFAME, a Equimetal e a Companhia dos Caminhos de Ferro Portugueses, sendo a SOREFAME responsável pelo fabrico de material circulante para passageiros, a ser utilizado em território nacional. Para assegurar a realização deste contrato, em conjunto com as diversas encomendas que já possuía no estrangeiro, a SOREFAME realizou avultados investimentos e reorganizou-se internamente, especialmente em termos de mão-de-obra e ao nível tecnológico.

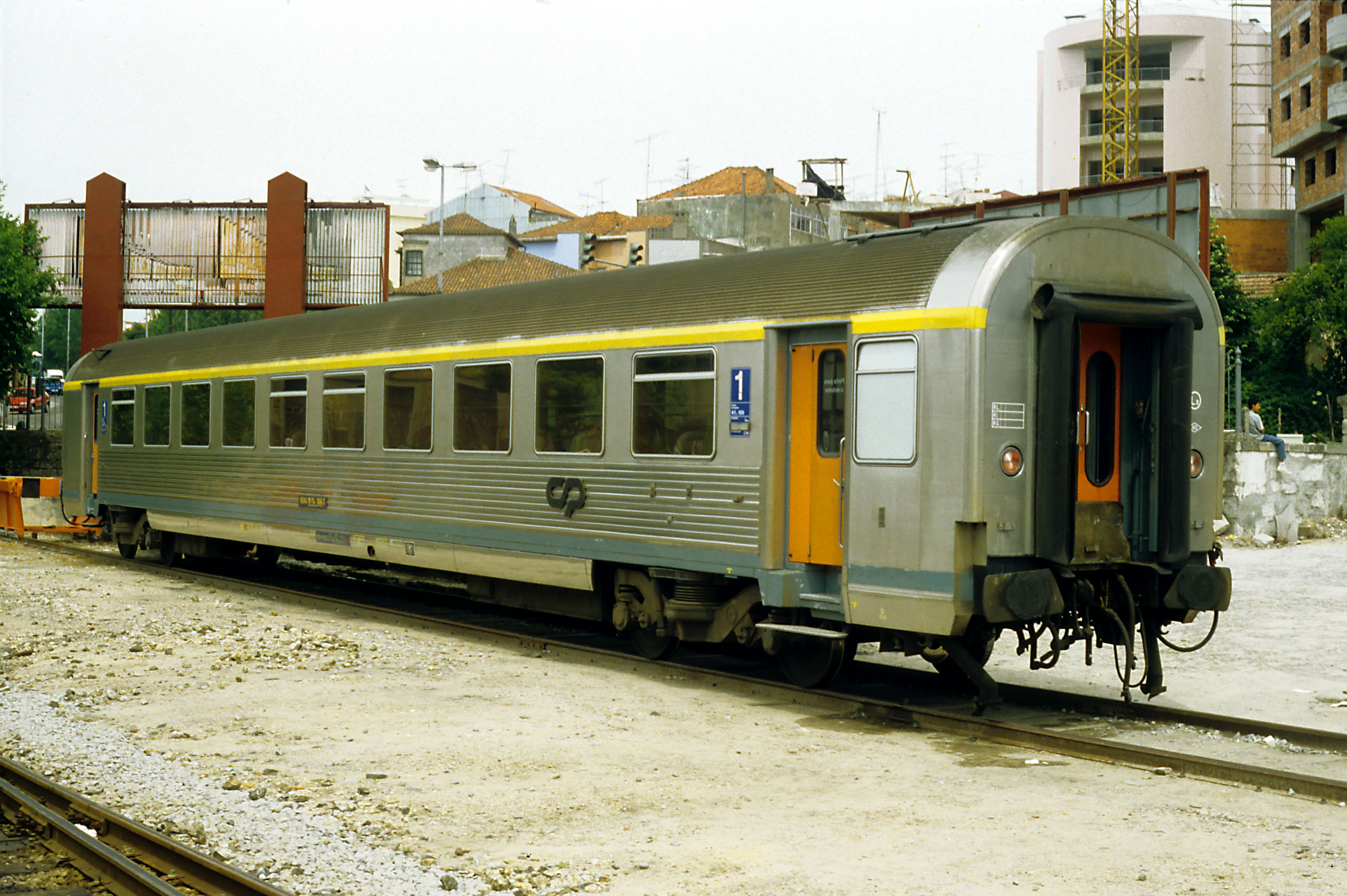
Carruagem Corail na Estação de Braga.

### Declínio
No entanto, a Revolução de 25 de Abril de 1974 veio trazer um clima de instabilidade social e política, o que atingiu fortemente esta empresa; com efeito, os trabalhadores começaram a realizar diversas greves, motivadas principalmente pelos despedimentos executados aquando da sua recente reorganização. Por outro lado, também se verificou um aumento nos salários, o que teve efeitos nefastos na SOREFAME, devido ao seu uso de mão-de-obra intensiva. Desta forma, a empresa deixou de poder competir com outras empresas internacionais. A situação da empresa deteriorou-se ainda mais, quando a operadora Caminhos de Ferro Portugueses cancelou a maior parte das encomendas, devido à crise económica de 1976 e 1977; assim, a SOREFAME não obteve retorno para os volumosos investimentos realizados anteriormente. Nos finais da década também se verificou uma vertiginosa quebra nas exportações de equipamentos hidroeléctricos, que ainda ocupavam uma parte significativa da carteira de negócios da empresa, e que se deveu à mudança de posição do Banco Mundial, que deixou de financiar grandes investimentos, como barragens, nos países subdesenvolvidos. Em 17 de Maio de 1975, o primeiro-ministro, Vasco Gonçalves, visitou as instalações da SOREFAME. Nesse ano, a Sorefame ganhou um contrato para a produção de duzentas carruagens de aço inoxidável, para o Metro de Chicago, nos Estados Unidos da América.
No início dos anos 80, a Budd, ameaçada de falência, foi adquirida pela Bombardier Transportation, embora este processo não tenha atingido a SOREFAME, dada a sua total independência, em termos de fabrico em aço inox, em relação à empresa americana; nesta época, participava regularmente em concursos internacionais para a construção de caixas em aço inox, possuindo um currículo considerável, especialmente pelas suas exportações para os Estados Unidos da América. Ainda nesta década, fabrica 58 carruagens semelhantes ao modelo VTU-78 da série Corail da operadora Société Nationale des Chemins de Fer Français, mas utilizando caixas em aço canelado, uma vez que já tinha fabricado material circulante com este tipo de construção; estas novas carruagens entraram ao serviço em 1987, nos comboios Alfa da companhia dos Caminhos de Ferro Portugueses. Ainda nesta década, a casa suíça Asea Brown Boveri adquiriu 50 por cento da SOREFAME. Em 1987, construiu todas as nove unidades da Série 2620, sob licença Alsthom, e no ano seguinte ganhou uma encomenda para o fabrico de 27 carruagens de aço inoxidável para Filadélfia, e de 72 carruagens para o Metro de Los Angeles.

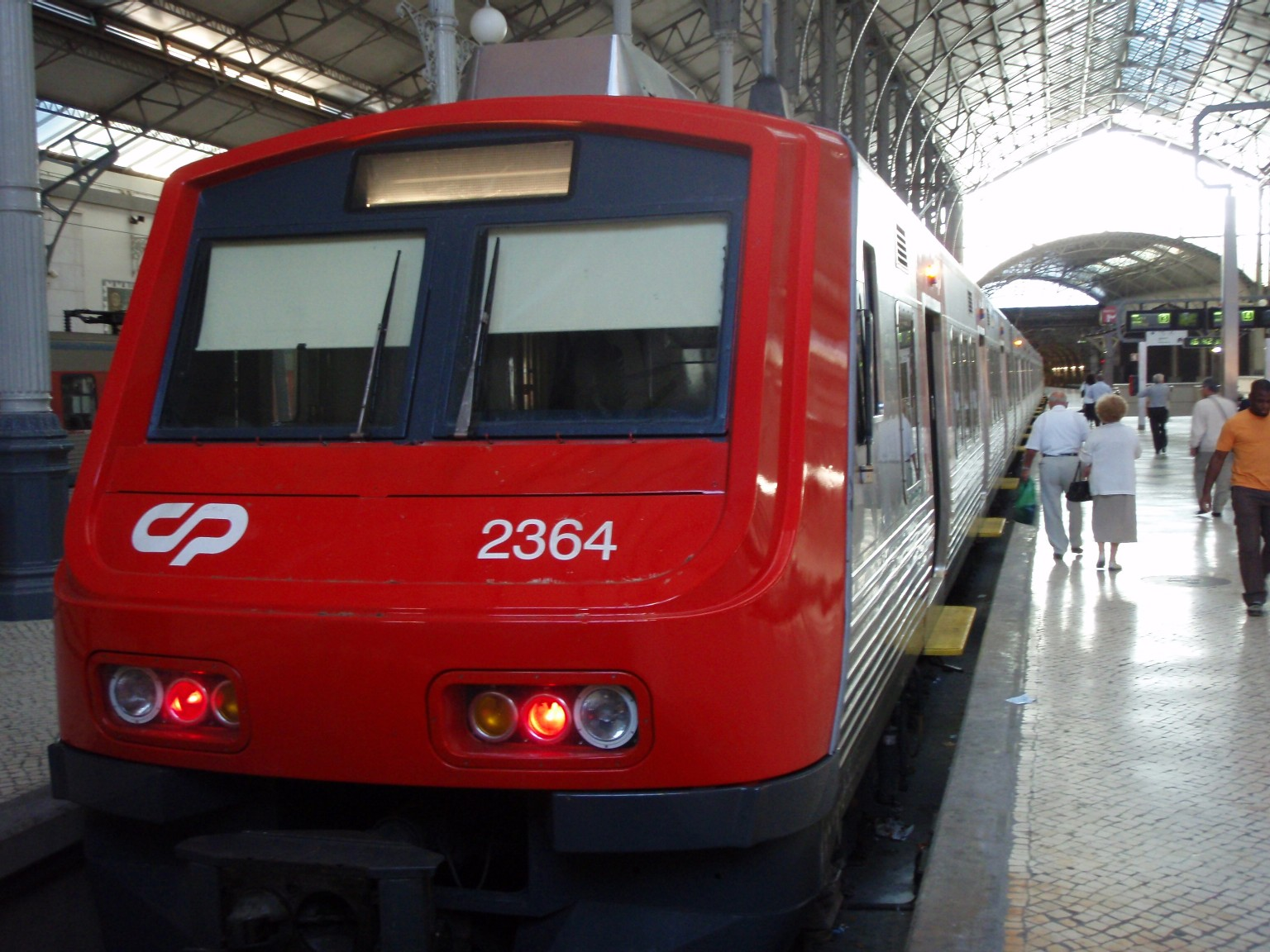
Automotora 2364 na Gare do Rossio, em 2008.

### Divisão da empresa e aquisição pelo Grupo Senete
Em 1990 a SOREFAME ganhou o contrato para fornecer, de forma faseada, 113 unidades triplas eléctricas, correspondente a 339 carruagens, para o Metropolitano de Lisboa. Nesse ano, esta empresa foi dividida, no âmbito de um programa de reestruturação da indústria metalomecânica portuguesa; a SOREFAME ficaria responsável pelo fabrico de material circulante para os caminhos de ferro, enquanto que a produção de equipamentos para geração energética passaria para uma nova companhia, a Hidrosorefame. Ambas as empresas foram integradas no Grupo Senete (Sistemas de Energia, Transportes e Equipamentos), que tinha como sócios o IPE, a Asea Brown Boveri, e a Mague.
Nos inícios da década de 1990, fez parte de um consórcio, com as empresas Siemens - Österreichische Bundesbahnen e Krauss-Maffei Wegmann GmbH & Co KG - Asea Brown Boveri - Henschel, para a construção de várias unidades da Série 5600. Nesta altura, estava a fabricar, sob licença da Alsthom, bogies do tipo Y32, que foram adaptados, nas instalações da Amadora, às carruagens modernizadas 21-69 e 22-69 da companhia dos Caminhos de Ferro Portugueses, que entraram ao serviço em 1993.
Em 1991 foram encomendadas 42 unidades múltiplas a tracção eléctrica para serem utilizadas na Linha de Sintra, sendo a construção da caixa e dos bogies e a montagem das unidades sido realizadas em 1992 nas instalações da SOREFAME, utilizando motores e equipamentos eléctricos da Siemens, parcialmente fabricados em Portugal. Neste ano, entraram ao serviço as automotoras da Série 9600, fabricadas pela SOREFAME e pela empresa espanhola Construcciones y Auxiliar de Ferrocarriles.

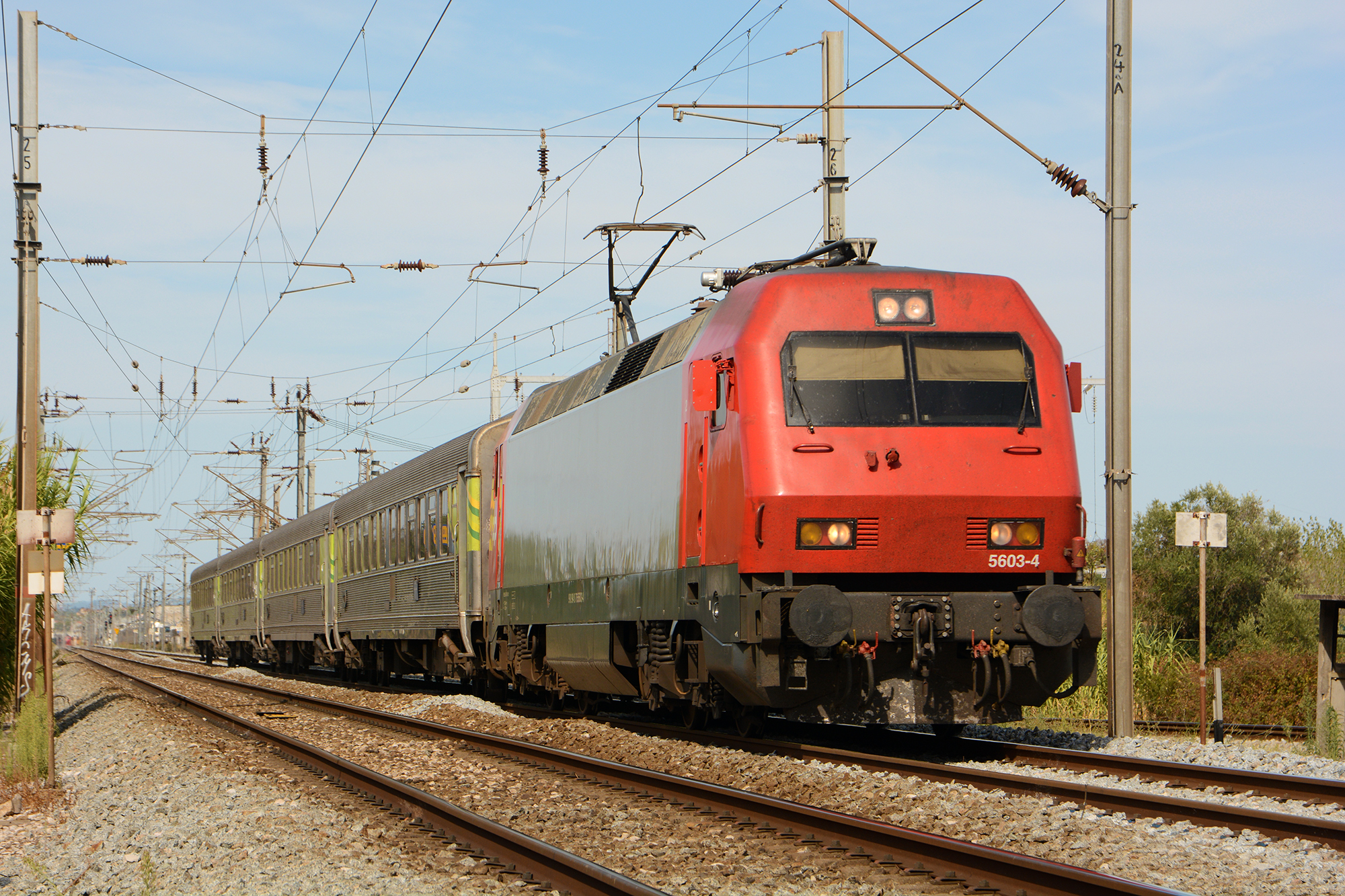
Locomotiva 5603 a rebocar um comboio InterCidades, em 2015.

### Integração na ADtranz e extinção

#### Integração naAsea Brown Boveri
Em 1994, encontrava-se a produzir as locomotivas da Série 5600 e 88 caixas para carruagens de dois pisos para o  Departamento de Transportes da Califórnia, nos Estados Unidos, e a testar um protótipo para o Metropolitano de Lisboa; possuía um departamento de investigação, o qual tinha como objectivo estudar, em conjunto com outras entidades nacionais e estrangeiras, novas tecnologias e materiais, de forma a estudar a sua resistência e oferecer, assim, uma maior segurança nos veículos. Neste ano, o IPE vende a sua participação no Grupo Senete, pelo que a Asea Brown Boveri assume-se como o maior accionista. A SOREFAME começou a trabalhar quase exclusivamente na montagem de material circulante, utilizando componentes que a empresa alemã produzia numa fábrica em Espanha.

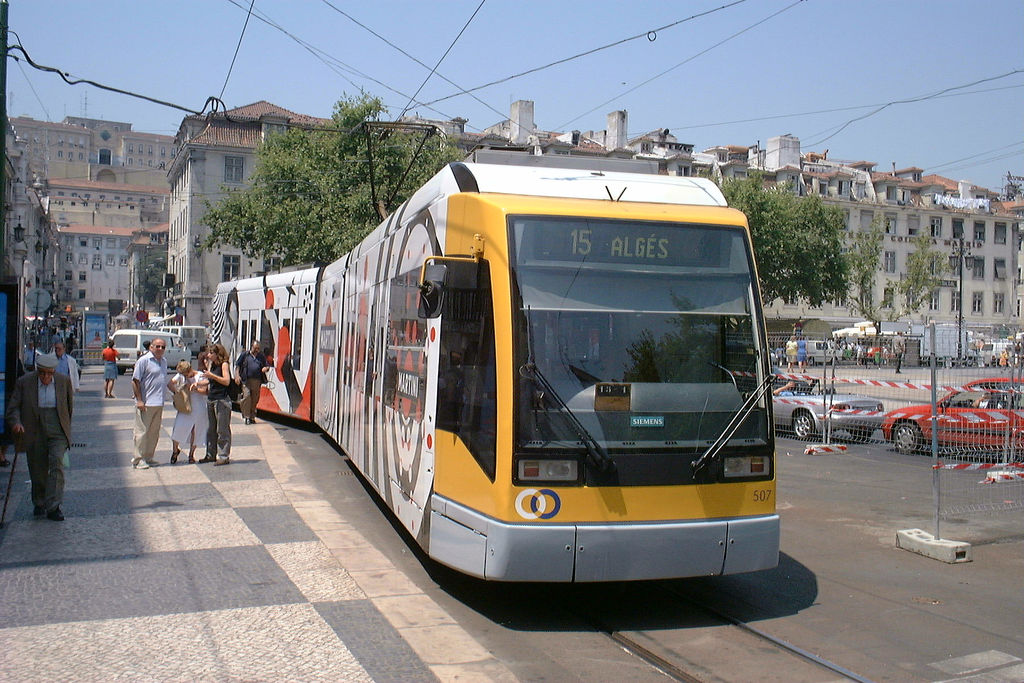
Eléctrico articulado da Companhia Carris de Ferro de Lisboa.

#### Transição para aADtranz
Em 1995, tinha uma encomenda para produzir quatro eléctricos articulados para a Companhia Carris de Ferro de Lisboa. No ano seguinte, a Asea Brown Boveri fundiu-se com a empresa Daimler-Benz, tornando-se no grupo ADtranz - ABB Daimler-Benz Transportation, que se afirmou como o maior produtor de material circulante no mundo. A integração na ADtranz veio trazer uma alteração organizacional na empresa, modificando profundamente a sua orgânica estrutural e desenvolvendo, de forma significativa, o Departamento de Engenharia da Empresa; também foram introduzidas novas técnicas de fabrico na unidade fabril da Amadora, e criou-se um sistema de formação aos empregados, por parte de alguns principais fornecedores, especialmente sobre componentes críticos, como portas e freios. Abandonaram-se os antigos sistemas de produção e introduziu-se um novo, denominado de Produção Magra, que ditava que, em vez de ser integralmente fabricada a  estrutura do veículo, seria feita apenas a montagem de componentes, que seriam fornecidos por empresas especializadas. Esta nova política trouxe profundas alterações, em termos de equipamentos e ferramentas utilizadas, e na mão-de-obra, que foi reduzida, de cerca de 1500 pessoas para meio milhar; neste ano, o departamento de engenharia empregava aproximadamente sessentas pessoas, mais alguns elementos subcontratados.
Em 13 de Julho de 1995, cerca de duzentos operários da indústria metalomecânica pesada fizeram uma marcha de protesto desde as instalações da SOREFAME, na Amadora, até à sede da Asea Brown Boveri em Alfragide, para protestar contra as políticas daquela empresa. A Federação dos Sindicatos de Metalurgia Metalomecânica e Minas, afecta à Confederação Geral dos Trabalhadores Portugueses, que organizou a marcha, acusou a multinacional de estar a seguir uma estratégia de destruição do sector metalomecânico em Portugal, e atacou o estado por ter vendido a maior parte do capital de várias empresas históricas à Asea Brown Boveri, facilitando desta forma a sua destruição. O principal motivo para a marcha foram os despedimentos levados a cabo nas empresas geridas pela multinacional, nomeadamente a SOREFAME, Metalsines, MSET - Metalomecânica de Setúbal, Mague, Sermague e a SMM - Sociedade de Montagens Metalomecânicas. A multinacional foi acusada de reduzir consideravelmente o número de trabalhadores ao longo de vários processos de reestruturação; com efeito, em meados dos anos 80 o sector empregava 13600 trabalhadores, mas em Julho de 1995 apenas restavam 1800, os quais não tinham os seus postos de trabalho assegurados. Os representantes sindicais destacaram o caso da Hidrosorefame, fundada em 1992 a partir da divisão da SOREFAME, e da qual a administração decidiu despedir 154 trabalhadores, dos quais 130 saíram após negociação, e 24 recusaram, tendo o processo ido a tribunal. Criticaram igualmente a política da empresa de contratar empresas em regime de subempreitada, que depois empregavam pessoas em condições precárias e sem regalias sociais. Em Alfragide, os manifestantes tentaram entregar uma resolução à administração onde se exigia, entre outros pontos, que a multinacional parasse de desmantelar as empresas com a transferência dos equipamentos, mas não se conseguiu reunir com a direcção, apesar de ter ficado várias horas à porta. O responsável pelo recursos humanos da Asea Brown Boveri, José Afonso, apontou dificuldades de mercado como o motivo para os processos de reorganização, tendo apontado o exemplo da Hidrosorefame, que estava com problemas devido ao adiamento das obras da Barragem do Coa.
Em 1996 A ABB formou um consórcio de equipamento ferroviário com a Daimler-Benz, dando origem à Adtranz, sendo a SOREFAME integrada na divisão portuguesa da Adtranz. Em 1997, a SOREFAME foi uma das candidatas ao programa de investigação SAFETRAIN, com o objectivo de testar a resistência a choques para material circulante.

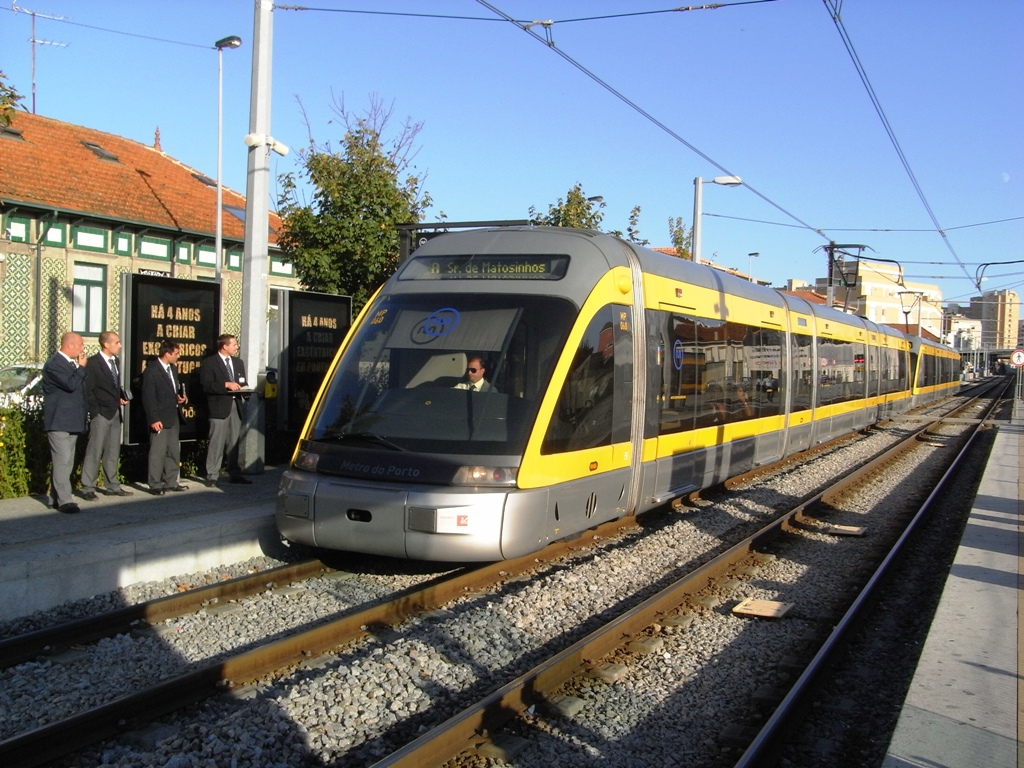
Veículo articulado do Metro do Porto, em 2008.

#### Transição para aDaimlerChrysler Rail Systems
Em 1998, a ADtranz recebeu uma encomenda de 72 unidades de material circulante ligeiro para o Metro do Porto, sendo este contrato parte de um consórcio maior, que também incluía a construção das infra-estruturas, e a manutenção destes veículos. Este foi o primeiro contrato no qual foram aplicadas condições contratuais sobre a disponibilidade e fiabilidade do material circulante, e onde a concepção e integração eléctricas foram totalmente desenvolvidas no Departamento de Engenharia, sediado na fábrica da Amadora. Em 1999, foi organizado, por estas instalações, o plano SEM XXI, que promoveu a implementação de um esquema integrado de manutenção e exploração, para modernizar o sistema ferroviário em Portugal e o tecido industrial para material circulante. A Asea Brown Boveri vendeu, neste ano, a sua participação na SOREFAME à DaimlerChrysler, constituindo o grupo DaimlerChrysler Rail Systems, que recebeu o total controlo da empresa, embora, para o mercado ferroviário, ainda tenha permanecido a designação de ADtranz.

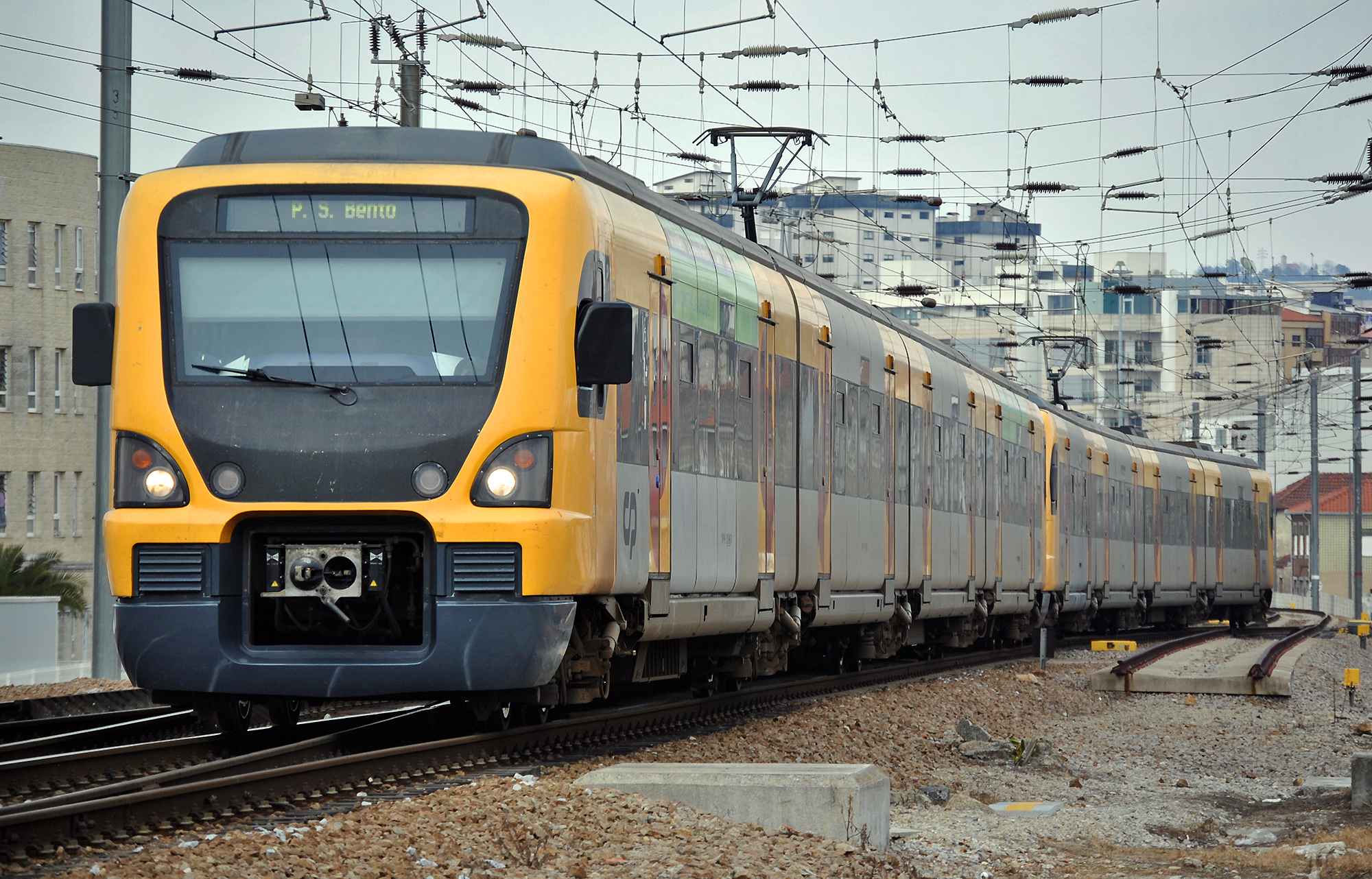
Automotoras 3400 da CP, em 2011.

#### Integração naBombardier Transportation Portugal
Em 2000, a ABB formou um consórcio com a Alstom, dando origem à ABB-Alstom-Power, na unidade de negócio de equipamentos para barragens. Neste ano, a Sorefame principia a produção de 114 carruagens para o Metro de Lisboa. Também em 2000, a ADtranz ganhou o contrato CP2000, que se destinava à produção de 34 automotoras para a divisão metropolitana do Porto da operadora Comboios de Portugal; por imposição contratual, a concepção eléctrica seria assegurada pela Siemens, tendo sido incluídas, tal como na encomenda para o Metro do Porto, condições sobre a fiabilidade e disponibilidade durante a operação dos veículos. Em 2001, iniciou-se entrega dos veículos ao Metro do Porto. Em Maio desse ano, o grupo Adtranz foi adquirido pela firma canadiana Bombardier Transportation, formando o maior grupo mundial no fabrico de material circulante ferroviário. Desta forma, as instalações na Amadora foram integradas na Bombardier Transportation Portugal. Todo este processo foi criticado, nomeadamente pela redução de milhares de postos de trabalho, e pelo progressivo desmantelamento da capacidade produtiva da fábrica, restringido-a cada vez mais aos processos de montagem.

## Cronologia

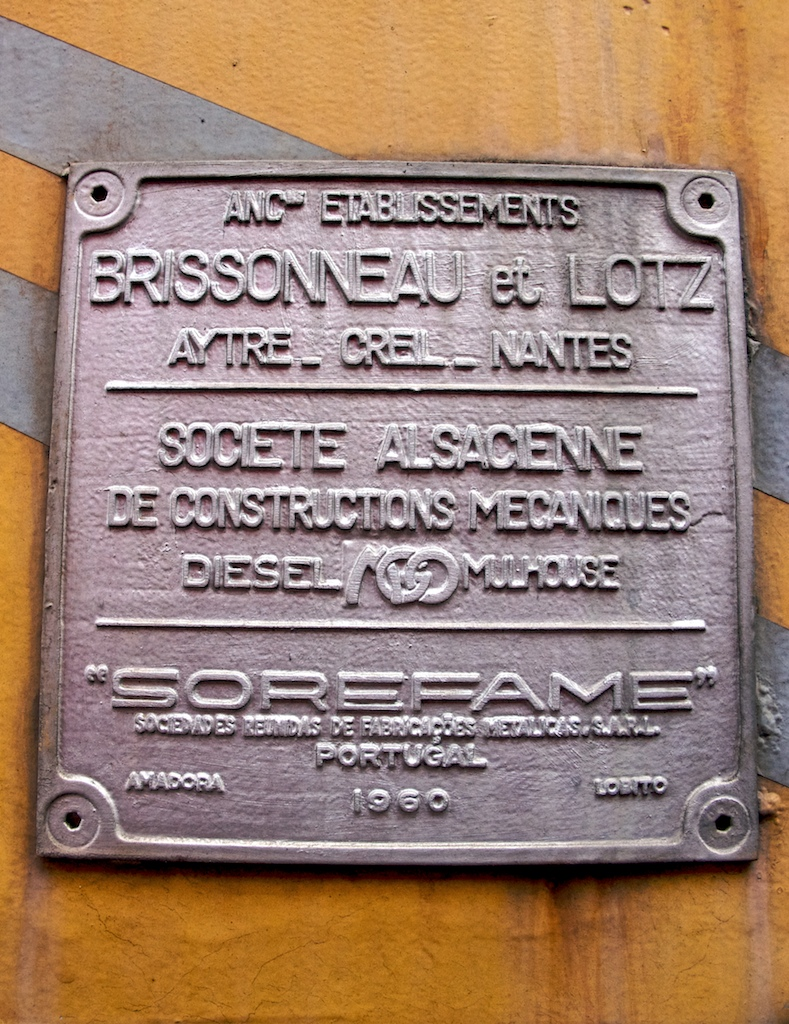
Placa de fabricantes, numa locomotiva da antiga Série 1200 da operadora Caminhos de Ferro Portugueses.

- 1943: Fundação da SOREFAME, pelo engenheiro Ângelo Fortes,[2] com finalidade inicial de fabricar equipamento hidráulico.[22]
- 1955: Assinatura de um contrato com a Companhia dos Caminhos de Ferro Portugueses, para o fornecimento de 25 Unidades Triplas Eléctricas, da Série 2000, para a Linha de Sintra; estas automotoras foram construídas em 1957.[5]
- 1961 - 1964: Construção de 25 locomotivas da Série 1200, para a Companhia dos Caminhos de Ferro Portugueses.[40][41][6]
- 1962: É construída a primeira locomotiva a tracção eléctrica.[7]
- 1964: São entregues as locomotivas da Série 2550.[4]
- 1962 - 1963: São construídas as automotoras das Séries Série 2050 e 2080, para a CP.[8]
- 1965 - 1966: Construção das automotoras da Série 0400, para a CP.[2][42]
- 1966 - 1967: Construção de sete locotractoras da Série 1150, para a CP.[40][11]
- 1967 - 1968: Fabrico de várias carruagens bar, para a CP.[12]
- 1967 - 1969: São construídas várias locomotivas da Série 1400, como parte de uma encomenda para a CP.[13]
- 1968: A Companhia dos Caminhos de Ferro Portugueses encomenda 24 unidades triplas eléctricas ao Groupement d’Étude et d’Électrification de Chemin de Fer en Monophasé 50 Hz, sendo as partes mecânicas fabricadas pela SOREFAME.[15][16]
- 1971: A Companhia dos Caminhos de Ferro Portugueses contratou o fabrico de 110 carruagens.[17]
- 1974: A Alsthom encomenda mais de 30 locomotivas de grande potência, para serem utilizadas na Rodésia.[1]
- 1975: A Boeing encomenda cerca de 200 caixas para o Metro de Chicago.[1]
- 1977 - 1980: A SOREFAME em conjunto com a Villares Metals (antiga Aços Villares), Ateliers de Constructions Eléctriques de Charleroi (ACEC) com montagem pela Mafersa (atual Alstom) sob licença da Budd Company fabrica 50 TUE's Série 9500 da Fepasa (rodou na antiga Linha Sul) e na segunda metade da década de 1980 vira Série 160 da antiga RFFSA (rodou nas linhas Leste e Variante) e no final dos anos 1990 vira Série 5500 da CPTM (rodou principalmente na Linha 12 até 2012). Em 2007 algumas unidades 5500 são reformadas pela Bombardier Transportation (sucessora da SOREFAME).[43]
- 1981: Entrega de 30 locomotivas, 13 da Série 1900, e 17 da Série 1930, para a operadora Caminhos de Ferro Portugueses.[40]
- 1987: Entrega de nove unidades da Série 2620, aos Caminhos de Ferro Portugueses; entram ao serviço várias carruagens Corail, construídas na SOREFAME.[23][26]
- 1988: São encomendadas à Sorefame 27 carruagens de aço inoxidável para Filadélfia, e 72 carruagens para o Metro de Los Angeles.[22]
- 1990: A empresa fabrica, em conjunto com a ABB Traction, várias unidades automotoras ligeiras para a Philadelphia and Western Railroad; no mesmo ano, faz parte de um consórcio para a construção das locomotivas da Série 5600.[28][29]
- 1991: É assinado um contrato para a produção de 42 unidades múltiplas eléctricas da Série 2300, nas instalações da SOREFAME.[31] São fabricadas em 1992.[32]
- 1993: São entregues, à divisão dos transportes urbanos de Lisboa da operadora Caminhos de Ferro Portugueses, as primeiras unidades da Série 2300, construídas por um consórcio entre a SOREFAME e a Siemens.[44]
- 1995: A SOREFAME tinha encomendada a construção de quatro eléctricos articulados para a Companhia Carris de Ferro de Lisboa.[34]
- 1996: A ABB forma um consórcio de equipamento ferroviário com a Daimler-Benz dando origem à Adtranz. A Sorefame é integrada na divisão portuguesa da Adtranz.[22]
- 2000: A ABB forma um consórcio com a Alstom dando origem à ABB-Alstom-Power, na unidade de negócio de equipamentos para barragens. Neste ano, a Sorefame principia a produção de 114 carruagens para o Metro de Lisboa.[22]
- 2001: Início da entrega dos veículos ao Metro do Porto. Neste ano, também se dá a venda do grupo Adtranz à Bombardier. Nesta transacção estava incluída a unidade fabril da Amadora.[22]

## Leitura recomendada
- CRUZ, M. (2004). Engenharia e Desenvolvimento de Produto, Uma Aplicação ao Material Circulante: A Experiência da SOREFAME. Lisboa: Instituto Superior Técnico
- MORAIS, João; VIOLANTE, Luís (1986). Contribuição para uma cronologia dos Factos Económicos e Sociais Portugal 1926-1985. Lisboa: Livros Horizonte. 456 páginas